# ModBook

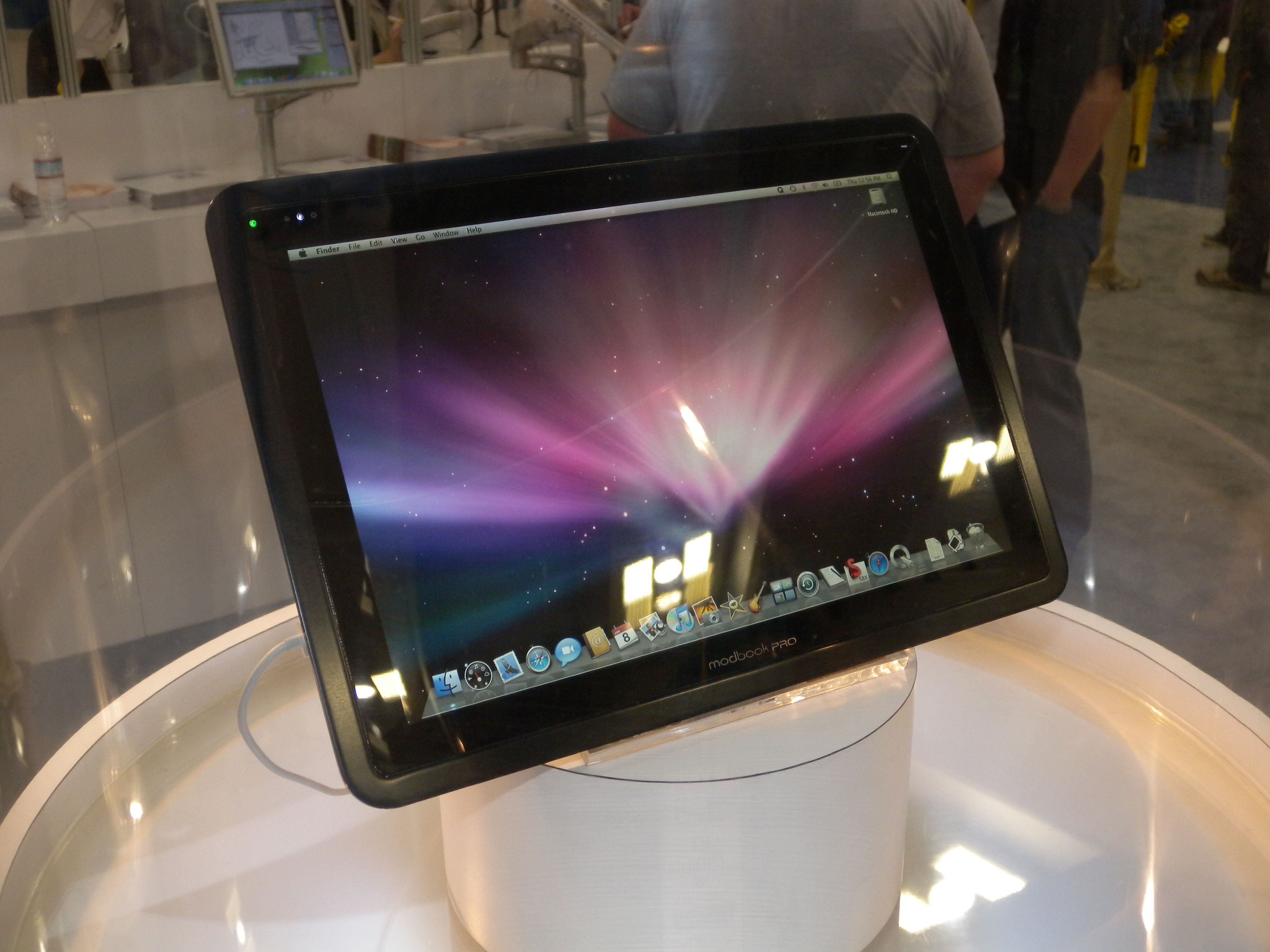
ModBook Pro mit Mac OS X als Betriebssystem

Das ModBook ist ein zum Tablet-PC umgebautes MacBook, welches bei der Firma Axiotron erhältlich ist. Über seinen multifunktionellen Touchscreen kann per zugehörigem Stift direkt gezeichnet, geschrieben und das Menü bedient werden.

## Details
Das Modbook ist aus dem MacBook in der mittleren Ausstattungsvariante hergestellt und benutzt Technologien von Wacom und Axiotron. Durch die Verwendung von Wacom Technologie wird auf das in Mac OS X integrierte Handschriftenerkennungssystem Inkwell zugegriffen.